# Santiago de Huari
Santiago de Huari es una localidad y municipio de Bolivia, el único en la provincia de Sebastián Pagador del Departamento de Oruro. La localidad dista 122 km al sur de la ciudad de Oruro, la capital departamental, y está situada al pie de la Cordillera de Azanaques a orillas del Lago Poopó.
Fue designada como capital de provincia por Ley de 16 de marzo de 1984 al crearse la provincia, durante el gobierno de Hernán Siles Suazo.
El municipio está conformado por comunidades rurales, incluyendo: Santiago de Huari, San Pedro de Condo, Castilla Huma, Condo K, Caico Bolívar, Guadalupe, Vichaj Lupe, Urmiri, Locumpaya, Belén, Huari Lagunillas, Villa Verde, Calacota, Nazacara, Ticani Chiraga.
El nombre del municipio es conocido a nivel nacional porque da su nombre a la famosa cerveza Huari de la industria cervecera nacional.
Su Feria de la Medicina Tradicional y Ancestral de Jampi es patrimonio cultural e inmaterial del departamento desde 2018.

## Geografía
El municipio de Santiago de Huari es el único municipio de la provincia de Sebastián Pagador. Limita al noreste y norte con el municipio de Challapata de la provincia de Abaroa, al noroeste con el municipio de Santiago de Andamarca de la provincia de Sud Carangas y el municipio de Pampa Aullagas en la provincia de Ladislao Cabrera, al suroeste con el municipio de Santuario de Quillacas de la provincia de Abaroa y al sureste con los municipios de Uyuni y Urmiri en el departamento de Potosí.

## Demografía
De acuerdo con el censo boliviano de 2024, la población del municipio de Santiago de Huari es de 13 439 habitantes.
La población del municipio casi se duplicó entre 1992 y 2024:
| Año  | Habitantes (municipio) | Habitantes (localidad) | Fuente     |
| ---- | ---------------------- | ---------------------- | ---------- |
| 1992 | 7.712                  | 2.605                  | Censo 1992 |
| 2001 | 10.221                 | 2.999                  | Censo 2001 |
| 2012 | 13.153                 | 4.401                  | Censo 2012 |
| 2024 | 13.439                 |                        | Censo 2024 |

## Transporte
Santiago de Huari se encuentra a 139 km por carretera al sur de Oruro, la capital departamental.
Desde Oruro, la ruta troncal Ruta 1 conduce hacia el sur donde luego de 53 km llega al pueblo de Poopó, y luego de otros 63 km al pueblo de Challapata. Desde aquí, la Ruta 30 continúa hacia el sur por otros 23 km hasta Santiago de Huari, desde donde continúa hacia el sur a través de Sevaruyo y Río Mulato hasta llegar a Uyuni.